# Іваницький Теодор Теодорович
Теодор (Тодор) Теодорович Іваницький (Theodor; 23 січня 1860, Кіцмань — 7 лютого 1935, Чернівці) — учитель, громадський та політичний діяч Буковини.

## Біографія
Народився в місті Кіцмань у родині кушніра. Закінчив учительську семінарію в місті Чернівці, також учився на лікаря-ветеринара, відвідував курси мистецького кошикарства у Відні (1880–81). 1877 працював завідувачем однокласної школи в с. Погорілівці (нині село Заставнівського району Чернівецької області), 1882–90 вчителем у Новій Жучці (нині в межах м. Чернівці), 1890—1919 — директором відкритої за його ініціативою крайової кошикарської школи в місті Сторожинець. Був засновником українського «Народного дому», банку та комерційного кооперативу в місті Сторожинець. 1912–20 очолював український сільськогосподарський союз «Селянська Каса». 1911–18 депутат в австрійському парламенті, член правління Сторожинецької філії товариства «Руська бесіда». Член Буковинської секції Української національної ради (1918). У 1919 заарештований румунською владою, відбував ув'язнення у Чернівцях. Від 1927 — член екзекутиви Української національної партії на Буковині. 1929 заснував і очолив видавничу спілку «Час», що у 1929–30 фінансувала видання єдиної в Румунії українського тижневика «Час». Член товариства «Український народний дім» у Чернівцях.